# Fahrudin Omerović
Fahrudin Omerović (Doboj, 26 augustus 1961) is een Bosnisch voetbaltrainer en voormalig betaald voetballer, die speelde als doelman. Hij beëindigde zijn carrière in 1998 bij de Turkse club Istanbulspor. Hij is ook bekend onder zijn Turkse namen Fahrettin Ömerli en Fahrudin Ömeroviç, nadat hij de Turkse nationaliteit had aangenomen ten tijde van zijn verblijf aldaar. Hij was actief als assistent-coach van de Turkse topclub Fenerbahçe.

## Interlandcarrière
Omerović kwam in totaal acht keer uit voor Joegoslavië in de periode 1989–1992. Onder leiding van bondscoach Ivica Osim maakte hij zijn debuut op 27 mei 1989 in de vriendschappelijke uitwedstrijd tegen België (1-0 nederlaag) in Brussel. Hij viel in dat duel na 60 minuten in voor Tomislav Ivković. Hij maakte deel uit van de selectie die deelnam aan het WK voetbal 1990, maar kwam niet in actie bij de eindronde in Italië. Voor Bosnië speelde hij drie interlands: tegen Albanië (0-0) op 24 april 1996, Griekenland (3-0 nederlaag) op 1 september 1996 en tegen Kroatië (4-1 nederlaag) op 8 oktober 1996.

## Erelijst
FK Partizan Belgrado
- Joegoslavisch landskampioen

1986, 1987
Beker van Joegoslavië
1989, 1992